# Герб Риги
Герб Риги — официальный символ столицы Латвии города Риги. В настоящее время используется вариант, утверждённый 31 октября 1925 года и восстановленный в статусе в 1988 году.

## Описание
Основные элементы герба города Риги — открытые ворота с двумя башнями, между которыми расположен крест, и ключи. Эти элементы известны, как символ города, с первой половины XIII века.
Существуют три официальных варианта герба Риги.
Большой герб с щитодержателями: геральдический щит удерживают два золотых стоящих на цоколе льва.
Большой герб: символы Риги на геральдическом щите германского типа с серебряным полем.
Малый герб: на щите испанского типа — золотой крест и два скрещенных чёрных ключа.

## История
На городской печати в период с 1225—1226 до 1330—1340 годов в качестве символа использовалась городская стена с открытыми воротами и двумя башнями, между которыми был изображён крест, а по обе стороны от него — по ключу. Крест трактуется как символ принадлежности города власти рижского епископа, ключи — как символ апостола Петра — обозначают покровительство этого святого. Ворота являются распространённым элементом европейской городской геральдики и обычно рассматриваются как символ городской самостоятельности.
В 1347 году был изготовлен новый штамп печати — в нём крест заменён на крест ордена, изменилось размещение ключей, а также добавлен новый элемент — лев. Смена формы креста, вероятно, обозначала переход власти над городом от епископата к Ливонскому ордену. Лев может рассматриваться как символ храбрости и возросшей самостоятельности горожан.
Около 1554 года герб стали изображать с щитодержателями — двумя львами. В 1656 году в качестве заслуги за оборону города во время шведско-русской войны город получил право поместить в герб шведскую корону.

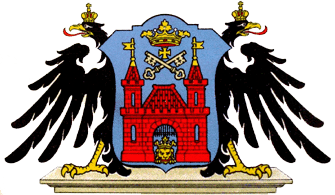
Герб Риги в составе Российской империи

После перехода под российскую юрисдикцию указом императрицы Екатерины II был утверждён новый герб города, в котором шведская корона была заменена российской императорской, а щитодержателями выступали половины российского двуглавого орла.
Когда Латвия стала независимым государством, созданный в 1923 году геральдический комитет под руководством Фридриха Гросвальда (1850—1924) и позже Маргерса Скуениекса (1886—1941) стал работать над восстановлением исторического герба Риги. После дискуссий за основу приняли печать 1347 года и помещённое в документе 1660 года «Privilegium nobilitatis senatus Rigensis» изображение герба.
В 1923 году для пользования был принят выполненный художником Карлом Бренценом (1879—1951) герб. В 1925 году с небольшими изменениями, которые сделал профессор Рихард Зариньш (1869—1939), нынешний вариант герба утвердил президент государства Янис Чаксте.

Советский герб Риги

В первые годы после включения Латвии в состав СССР герб Риги не использовался. 15 февраля 1967 года советскими властями был утверждён новый городской герб, без щитодержателей и с золотой звездой вместо креста и короны.
В 1988 году герб был восстановлен в варианте 1925 года.